# Mustang
Mustang là một giống ngựa sinh sống tự do ở vùng phía tây Bắc Mỹ lần đầu có nguồn gốc từ ngựa được người Tây Ban Nha mang đến châu Mỹ. Mustang thường được gọi là ngựa hoang, nhưng có các tranh cãi về thuật ngữ. Bởi vì chúng có nguồn gốc từ loài ngựa từng được thuần hóa, chúng không thể được phân loại là ngựa hoang dã.